# Gemerský Sad
Gemerský Sad és un poble i municipi d'Eslovàquia que es troba a la regió de Banská Bystrica.

## Història
La primera menció escrita de la vila es remunta al 1213.

## Demografia
| Godina             | 1994 | 2004   | 2014   | 2024   |
| ------------------ | ---- | ------ | ------ | ------ |
| Nombre de persones | 337  | 317    | 302    | 289    |
| Diferència         |      | −5,93% | −4,73% | −4,30% |

| Godina             | 2023 | 2024   |
| ------------------ | ---- | ------ |
| Nombre de persones | 296  | 289    |
| Diferència         |      | −2,36% |